# Moure (Barcelos)
Moure es una freguesia portuguesa del concelho de Barcelos, con 2,26 km² de superficie y 949 habitantes (2001). Densidad de población: 419,9 hab/km².